# I tre amigos!
I tre amigos! (¡Three Amigos!) è un film del 1986 diretto da John Landis, ispirato al famoso western del 1954 diretto dal regista Robert Aldrich Vera Cruz e parodia del genere western.

## Trama
Nel 1916 il famigerato bandito El Guapo e la sua banda estorcono denaro dagli abitanti del piccolo villaggio messicano di Santo Poco. Carmen, figlia del capo del villaggio, cerca qualcuno che possa venire in loro soccorso. Vedendo per caso un film muto con "I Tre Amigos", li crede eroi reali e invia un telegramma a Hollywood chiedendo loro di venire e fermare El Guapo. Tuttavia, dato che ha pochi soldi, il telegrafista accorcia il messaggio rendendolo poco chiaro.
I Tre Amigos (Lucky Day, Dusty Bottoms e il piccolo Ned Nederlander) sono in realtà attori del cinema muto di Hollywood. Quando chiedono un aumento di stipendio, il capo dello studio cinematografico Harry Flugleman li licenzia e li caccia via. Poco dopo i tre ricevono il telegramma di Carmen, ma lo interpretano male credendolo un invito a fare un'esibizione con El Guapo, che loro pensano sia un attore molto noto in Messico.
Dopo aver recuperato furtivamente i loro costumi, gli Amigos partono per il Messico. Fermatisi in una cantina vicino a Santo Poco, sono scambiati per amici di un pilota tedesco che spara veloce, anche lui alla ricerca di El Guapo e che era arrivato lì poco prima di loro. Gli Amigos improvvisano uno spettacolo nella cantina, cantando e ballando, lasciando la gente del posto confusa. I veri soci del Tedesco arrivano poi alla cantina, dimostrando la loro abilità con le pistole.
Quando li incontra, la felicissima Carmen porta gli Amigos al villaggio, dove ricevono una calorosissima accoglienza. La mattina dopo tre uomini di El Guapo vengono per farsi consegnare dei soldi dai contadini del villaggio. Gli Amigos credono che faccia parte dell'esibizione e fanno uno spettacolo in stile hollywoodiano; i banditi sono molto confusi e preferiscono scappare dal villaggio, facendo pensare a tutti che gli Amigos hanno sconfitto il nemico. Quando El Guapo viene a sapere quello che è successo, decide che il giorno successivo tornerà con tutte le forze per uccidere gli Amigos.
La sera il villaggio è in festa e gli Amigos vengono trattati come eroi. La mattina dopo El Guapo e la sua banda arrivano a Santo Poco e solo allora gli Amigos capiscono che non sono stati assoldati per una semplice esibizione. Tutti e tre molto spaventati, tra le lacrime confessano di aver semplicemente recitato. El Guapo fa saccheggiare il villaggio ai suoi uomini e rapisce Carmen; decide di risparmiare gli Amigos, che lasciano immediatamente Santo Poco.
Resosi conto che niente e nessuno li aspetta a casa, Ned convince Lucky e Dusty a diventare veri eroi e ad affrontare El Guapo. Vedono volare un aereo e lo seguono perché pensano che stia andando nel covo di El Guapo; in effetti l'aereo è pilotato dal Tedesco, che sta portando un carico di fucili per la banda con l'aiuto dei suoi collaboratori. Fervono intanto i preparativi per la festa per il 40º compleanno di El Guapo, che ha in programma di sposare Carmen.
Gli Amigos cercano di sgattaiolare nel covo, con risultati non proprio esaltanti: Lucky viene catturato e rinchiuso in una cella, Dusty rimane incastrato in una finestra e Ned resta bloccato con gli speroni in una pentolaccia appesa sopra la sua testa. Appena Lucky si libera e Dusty sguscia fuori solo per essere catturato, Ned si libera ma cade e viene catturato. Il Tedesco riconosce Ned perché ha visto tutti i suoi film e fin da bambino ne ha ammirato la rapidità con la pistola; decide quindi di sfidarlo a duello. Ned vince, uccidendo il Tedesco, e Lucky tiene El Guapo sotto tiro abbastanza a lungo per permettere a Carmen e agli Amigos di fuggire, prima a cavallo, poi nell'aereo del Tedesco.
Tornati a Santo Poco con tutta la banda di El Guapo che li insegue, gli Amigos radunano gli abitanti del villaggio e li convincono ad attuare un piano di difesa. I banditi arrivano nel paese apparentemente vuoto, per poi ritrovarsi improvvisamente sotto il fuoco di tantissimi Amigos da tutti i lati e cadere in fosse nascoste piene d'acqua scavate dagli abitanti del villaggio. Alla fine tutti gli uomini di El Guapo o lo abbandonano o muoiono nella sparatoria, e anche lui viene ferito mortalmente. Mentre giace morente, gli abitanti del villaggio si fanno vedere: sono tutti armati e tutti portano vestiti identici a quelli degli Amigos. El Guapo si congratula con loro per il piano, poi spara a Lucky nel piede e muore.
Gli abitanti del villaggio offrono di dare agli Amigos tutti i soldi che hanno, ma loro rifiutano affermando che vedere che giustizia è stata fatta è come una ricompensa per loro, frase tipica dei loro film. Poi se ne vanno, cavalcando verso il tramonto.

## Distribuzione
Il film in Italia è uscito al cinema sabato 25 aprile 1987 distribuito dalla CDI Compagnia Distribuzione Internazionale.